# Martjärnen (Järna socken, Dalarna)
Martjärnen är en sjö i Vansbro kommun i Dalarna och ingår i Dalälvens huvudavrinningsområde. Sjön är 10,8 meter djup, har en yta på 0,163 kvadratkilometer och befinner sig 245,8 meter över havet. Sjön avvattnas av vattendraget Myrån.

## Delavrinningsområde
Martjärnen ingår i det delavrinningsområde (672240-142272) som SMHI kallar för Mynnar i Gänsen. Medelhöjden är 266 meter över havet och ytan är 2,59 kvadratkilometer. Räknas de 3 avrinningsområdena uppströms in blir den ackumulerade arean 12,7 kvadratkilometer. Myrån som avvattnar avrinningsområdet har biflödesordning 4, vilket innebär att vattnet flödar genom totalt 4 vattendrag innan det når havet efter 311 kilometer. Avrinningsområdet består mestadels av skog (90 procent). Avrinningsområdet har 0,16 kvadratkilometer vattenytor vilket ger det en sjöprocent på 6,3 procent.